# Bolívar (partido)
Bolívar (Partido de Bolívar) is een partido in de Argentijnse provincie Buenos Aires. Het bestuurlijke gebied telt 32.442 inwoners. Tussen 1991 en 2001 daalde het inwoneraantal met 1,09 %.

## Plaatsen in partido Bolívar
- Hale
- Juan F. Ibarra
- Mariano Unzué
- Paula
- Pirovano
- San Carlos de Bolívar
- Urdampilleta
- Vallimanca
- Villa Lynch Pueyrredón
- Villa Sanz